# 江南区庁駅
江南区庁駅（カンナムグチョンえき）は、大韓民国ソウル特別市江南区三成洞にある、ソウル交通公社と韓国鉄道公社（KORAIL）の駅。

## 利用可能な鉄道路線
ソウル交通公社
 7号線 - 駅番号は730
韓国鉄道公社
 盆唐線 - 駅番号はK213

## 歴史
- 2000年8月1日 -  ソウル特別市都市鉄道公社（当時）7号線の駅が開業。
- 2012年10月6日 - 盆唐線の駅が開業し、乗換駅となる。
- 2013年11月30日 - 盆唐線の急行の停車駅となる。
- 2017年5月31日 - ソウル特別市都市鉄道公社とソウルメトロが統合され、7号線はソウル交通公社の駅となる。

## 駅構造

### ソウル交通公社
ホーム階は地下3階で、相対式ホーム2面2線を有しており、フルスクリーンタイプのホームドアが設置されている。
改札階は地下2階で、改札口は東側（清潭寄り）と西側（鶴洞寄り）の2ヶ所ある。化粧室は東側の改札付近（改札外）にある。
出入口は1番から4番までの合計4ヶ所ある。

#### のりば

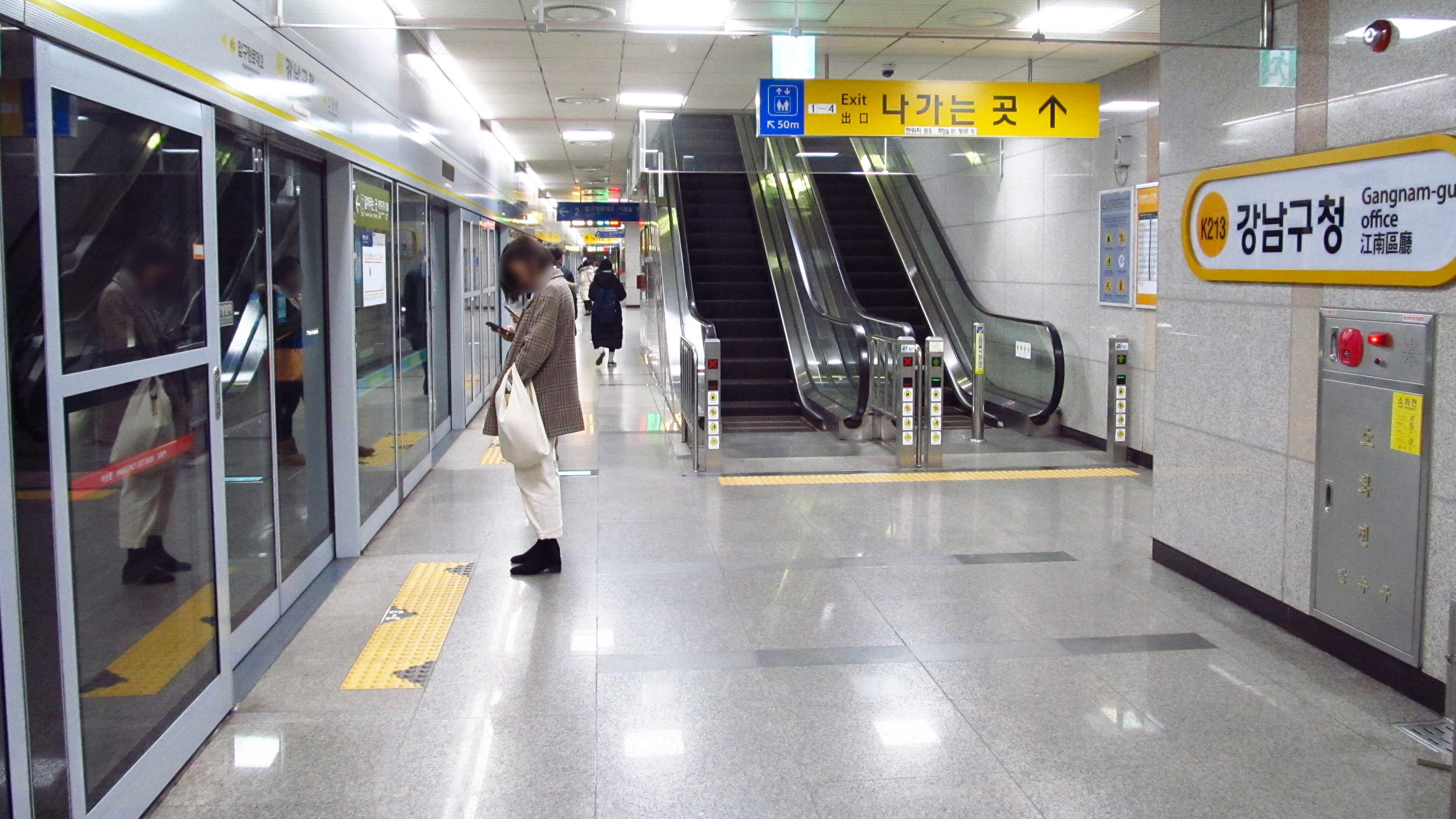
2番ホーム（2018年撮影）

- 案内上ののりば番号は設定されていない。

| 上り | 7号線 | 建大入口・蘆原・道峰山・長岩方面               |
| 下り | 7号線 | 高速ターミナル・梨水・大林・温水・富平区庁方面 |

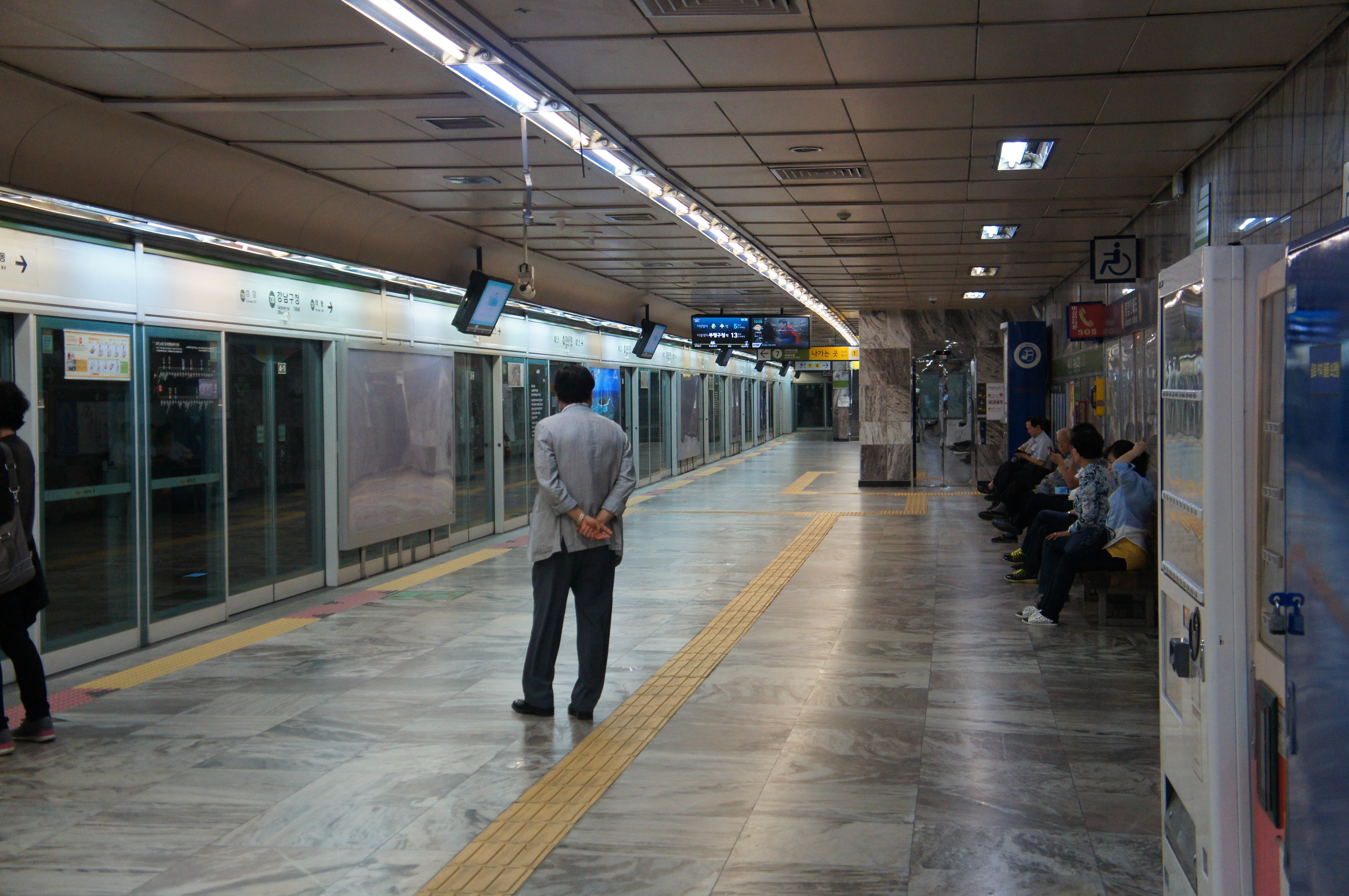
ホーム（2013年撮影）
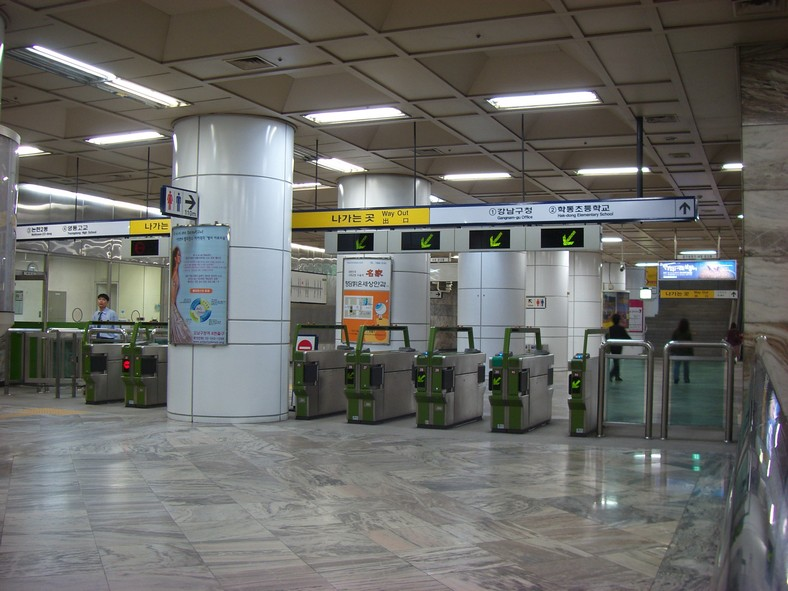
改札口（2007年撮影）
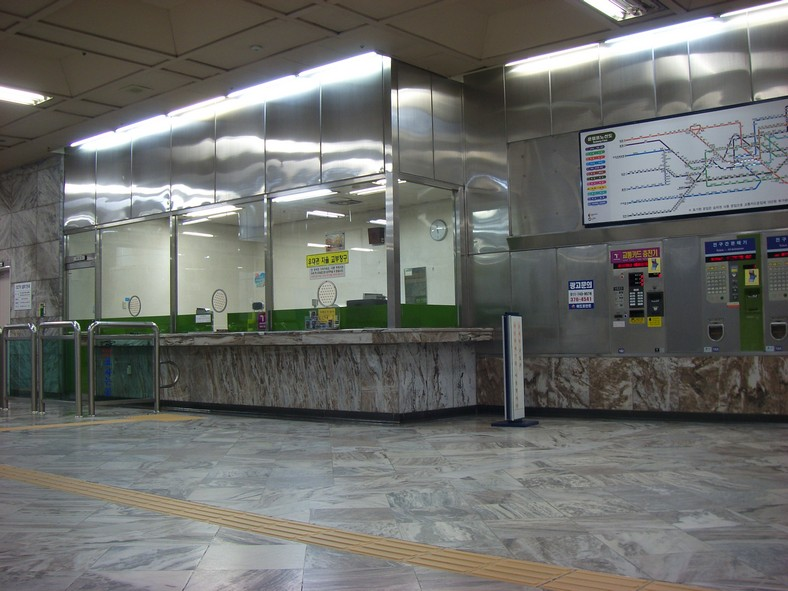
切符売り場（2007年撮影）

### 韓国鉄道公社
ホーム階は地下5階で、相対式ホーム2面2線を有しており、フルスクリーンタイプのホームドアが設置されている。
改札階は地下1階で、改札口は1ヶ所ある。出入口はソウル交通公社と共用になっている。

#### のりば
| 1 | 盆唐線（下り） | 宣陵・竹田・水原方面                 |
| 2 | 盆唐線（上り） | 狎鴎亭ロデオ・ソウルの森・往十里方面 |

- 2番ホーム（2018年撮影）

## 利用状況
近年の一日平均利用人員推移は下記のとおり。なお、7号線の2000年は開業日の12月15日から12月31日までの17日間の平均、盆唐線の2012年は開業日の10月6日から12月31日までの87日間の平均である。
| 路線   | 路線     | 2000年 | 2001年 | 2002年 | 2003年 | 2004年 | 2005年 | 2006年 | 2007年 | 2008年 | 2009年 | 出典  |
| ------ | -------- | ------ | ------ | ------ | ------ | ------ | ------ | ------ | ------ | ------ | ------ | ----- |
| 7号線  | 乗車人員 | 12,094 | 14,909 | 16,612 | 17,523 | 17,471 | 17,304 | 17,459 | 17,588 | 18,306 | 19,105 | [ 3 ] |
| 7号線  | 降車人員 | 13,829 | 17,233 | 19,393 | 20,486 | 20,361 | 20,856 | 20,923 | 21,193 | 22,050 | 22,705 | [ 3 ] |
| 7号線  | 乗降人員 | 25,923 | 32,142 | 36,005 | 38,009 | 37,833 | 38,160 | 38,382 | 38,781 | 40,356 | 41,810 | [ 3 ] |
| 路線   | 路線     | 2010年 | 2011年 | 2012年 | 2013年 | 2014年 | 2015年 | 2016年 | 2017年 | 出典   |        |       |
| 7号線  | 乗車人員 | 20,501 | 20,707 | 21,211 | 17,682 | 17,897 | 16,548 | 15,169 | 14,544 | [ 3 ]  |        |       |
| 7号線  | 降車人員 | 24,048 | 24,350 | 24,593 | 19,416 | 19,506 | 18,089 | 16,686 | 16,069 | [ 3 ]  |        |       |
| 7号線  | 乗降人員 | 44,549 | 45,058 | 45,804 | 37,098 | 37,403 | 34,637 | 31,855 | 30,613 | [ 3 ]  |        |       |
| 盆唐線 | 乗車人員 | 未開通 | 未開通 | 7,759  | 8,520  | 9,306  | 9,893  | 9,931  | 9,868  | [ 4 ]  |        |       |
| 盆唐線 | 降車人員 | 未開通 | 未開通 | 8,886  | 9,794  | 10,681 | 11,472 | 11,572 | 11,616 | [ 4 ]  |        |       |

## 駅周辺
- 江南区庁
- 江南図書館（朝鮮語版）
- 論峴2洞住民センター
- ソウル三陵初等学校（朝鮮語版）
- ソウル特別市江南瑞草教育庁（朝鮮語版）
- 彦北初等学校（朝鮮語版）
- 彦州中学校
- ミュージック・ワークス（朝鮮語版）
- トップ・メディア
- ナムー・アクターズ（朝鮮語版）
- ブロッサム・エンターテインメント（朝鮮語版）
- MBKエンターテインメント
- MLDエンターテインメント
- 永東高等学校（朝鮮語版）
- You Theater
- ソウル鶴洞初等学校（朝鮮語版）
- 韓国障害者雇用公団（朝鮮語版） ソウル南部事務所
- 韓国職業能力開発院
- パロスタワー（旧羅山百貨店（朝鮮語版））

## 隣の駅
ソウル交通公社
 7号線
清潭駅 (729) - 江南区庁駅 (730) - 鶴洞駅 (731)
韓国鉄道公社
 盆唐線
急行・緩行
狎鴎亭ロデオ駅 (K212) - 江南区庁駅 (K213) - 宣靖陵駅 (K214)